# U-Bahnhof Rathenauplatz
Der U-Bahnhof Rathenauplatz (Abkürzung: RA) wurde als 31. U-Bahnhof der Nürnberger U-Bahn am 29. September 1990 eröffnet. Er ist 525 m vom U-Bahnhof Wöhrder Wiese und 611 m vom U-Bahnhof Rennweg bzw. 963 m vom U-Bahnhof Maxfeld entfernt. Bis zum 22. Mai 1993 war er Endbahnhof für die Linie U2, seit 14. Juni 2008 ist er Trennungsbahnhof für die Linien U2 und U3. Der Rathenauplatz ist nach dem Industriellen und ehemaligen Reichsaußenminister Walther Rathenau (1867–1922) benannt. Täglich wird er von rund 31.000 Fahrgästen genutzt (Mo–Fr, 2019).

## Lage und Infrastruktur

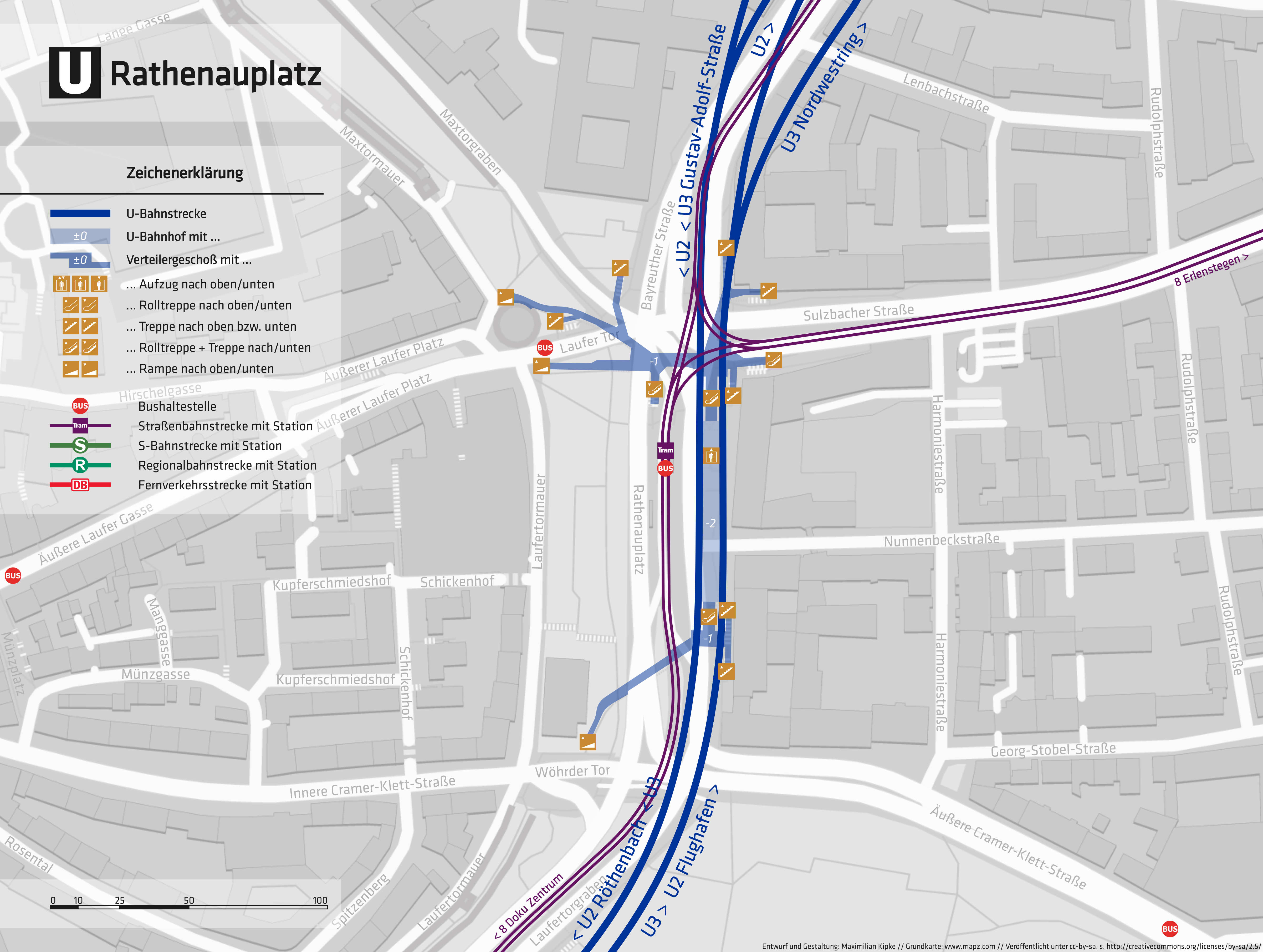
Übersichtsplan U-Bhf. Rathenauplatz

Der Bahnhof liegt im Nürnberger Stadtteil Gärten bei Wöhrd und erstreckt sich unterirdisch in Süd-Nord-Ausrichtung unter dem Rathenauplatz zwischen Äußere Cramer-Klett-Straße und Sulzbacher Straße. In der Umgebung des Bahnhofs befinden sich die Ämter der Stadt Nürnberg, der Cramer-Klett-Park und der Fachbereich Wirtschaftswissenschaften der Rechts- und Wirtschaftswissenschaftlichen Fakultät der Universität Erlangen-Nürnberg.
Von der Südseite des Bahnhofs führt ein Aufgang in ein Verteilergeschoss und von dort aus zum Wöhrder Tor und auf die Ostseite des Rathenauplatzes. Der nördliche Bahnhofsaufgang führt in ein Verteilergeschoss und von dort aus an alle Enden der Kreuzung Rathenauplatz / Laufer Tor / Sulzbacher Straße. Von der Bahnsteigmitte führt ein Aufzug auf die Ostseite des Rathenauplatzes. An den Bahnhof schließt sich Richtung Flughafen ein spitz zu befahrender Gleiswechsel sowie der Abzweig der U3 in Richtung Nordwestring an.

## Bauwerk und Architektur
Das Bahnhofsbauwerk ist 159 m lang, 17,5 m breit und zwischen 7 und 15 m tief (eineinhalbfache Tiefenlage). Die Bauarbeiten für den Bahnhof begannen am 22. Februar 1988 und wurden in offener Bauweise mit Berliner Verbau ausgeführt.
Die Bahnhofsgestaltung wurde vom Nürnberger Maler Gregor Hiltner ausgeführt der den dafür ausgeschriebenen Künstlerwettbewerb gewann. An den Bahnsteigwänden sind Porträts von Walther Rathenau und Theodor Herzl in anamorpher Fliesentechnik auf zwei je 750 m² großen Mosaiken angebracht. Zwischen beiden Porträts ist in Großbuchstaben folgender Schriftzug gesetzt:
„denken heißt vergleichen“ Walter Rathenau.
An der nordwestlichen Seite des Bahnhofes hat man beim Bau einen Teil der Stadtmauer freigelegt und in die dortigen Aufgänge mit eingearbeitet.

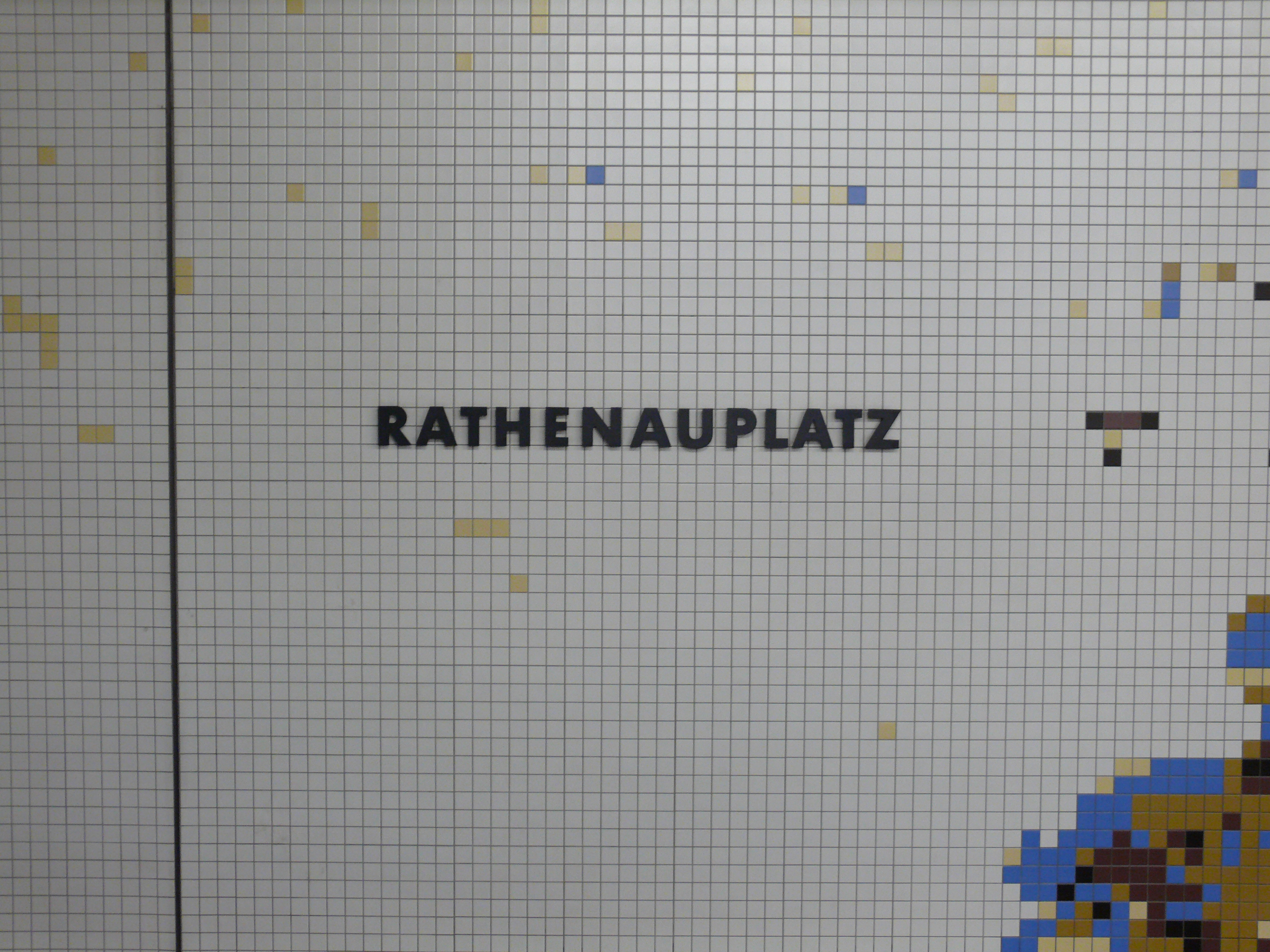
Stationsname an den Bahnsteigwänden
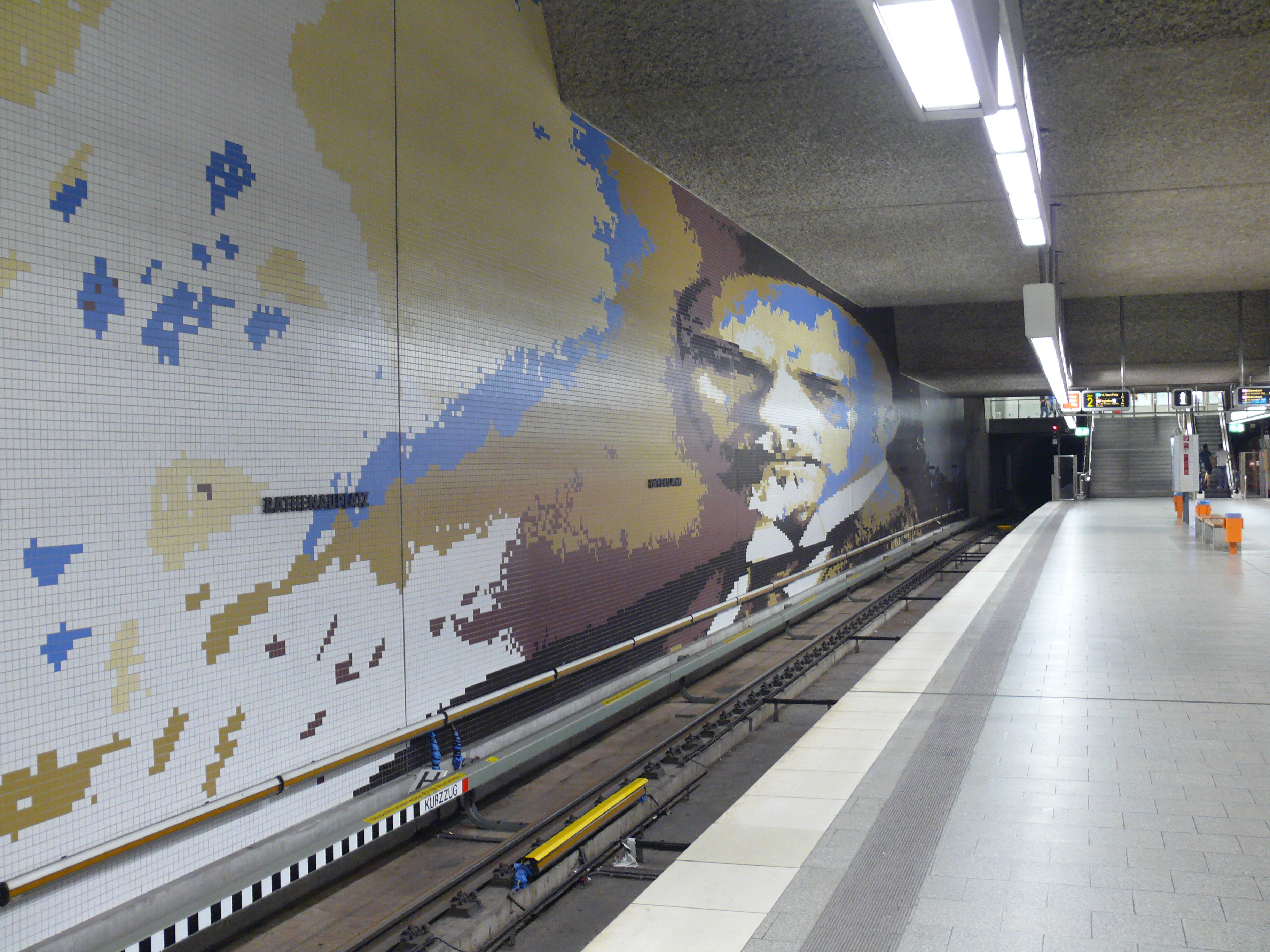
Mosaik von Walter Rathenau am Bahnsteig
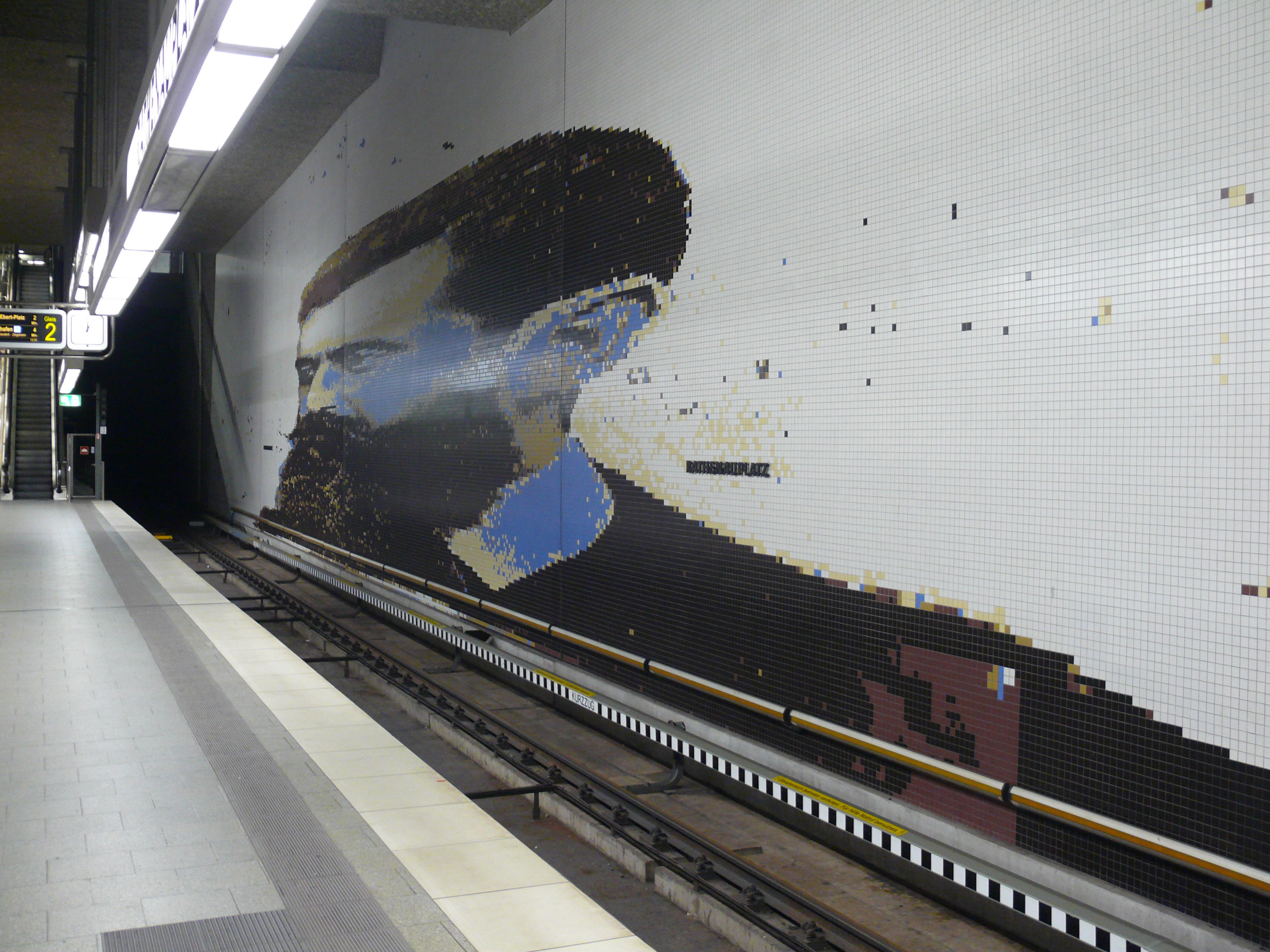
Mosaik von Theodor Herzl am Bahnsteig
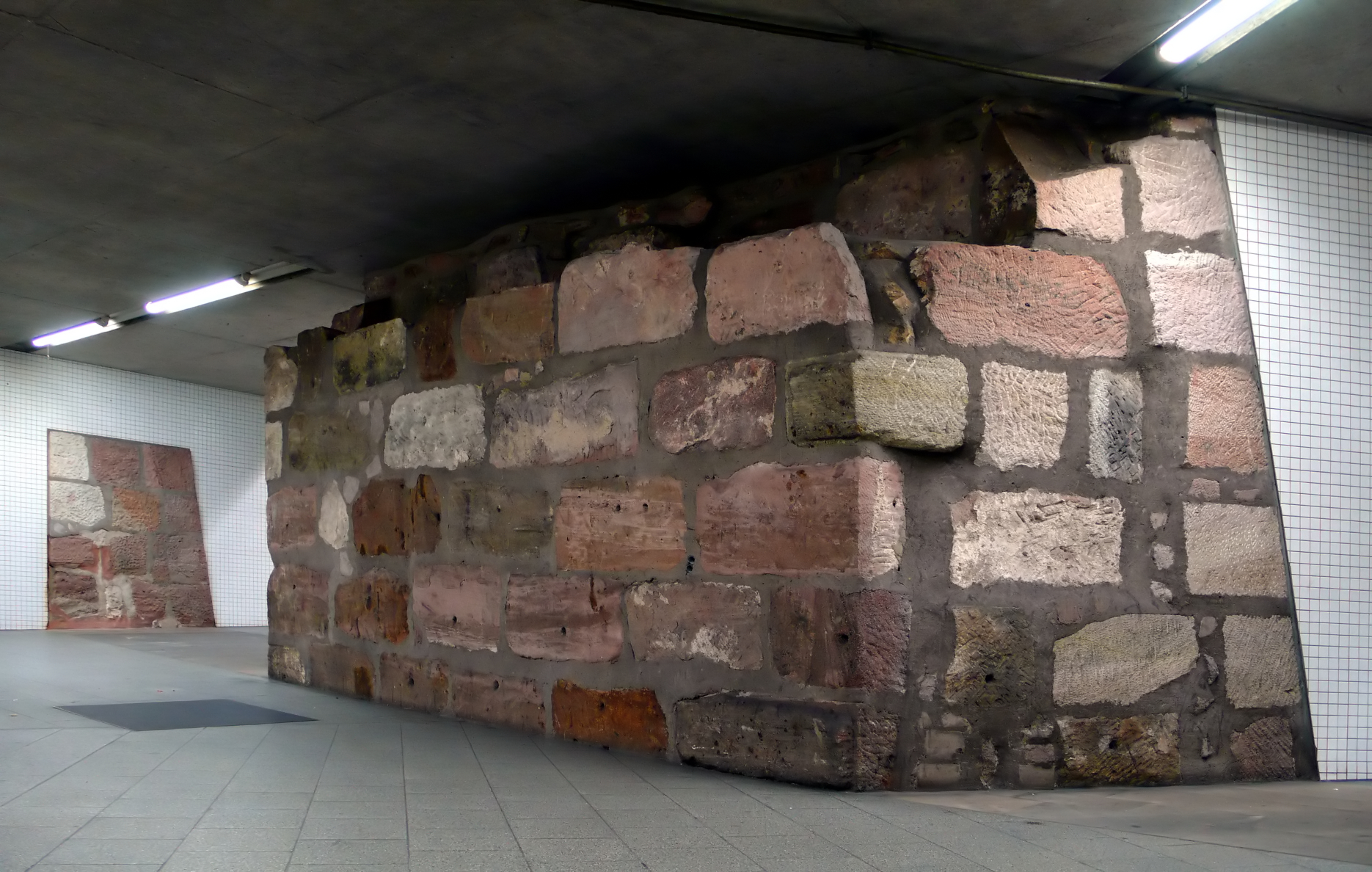
Rest der Stadtmauer
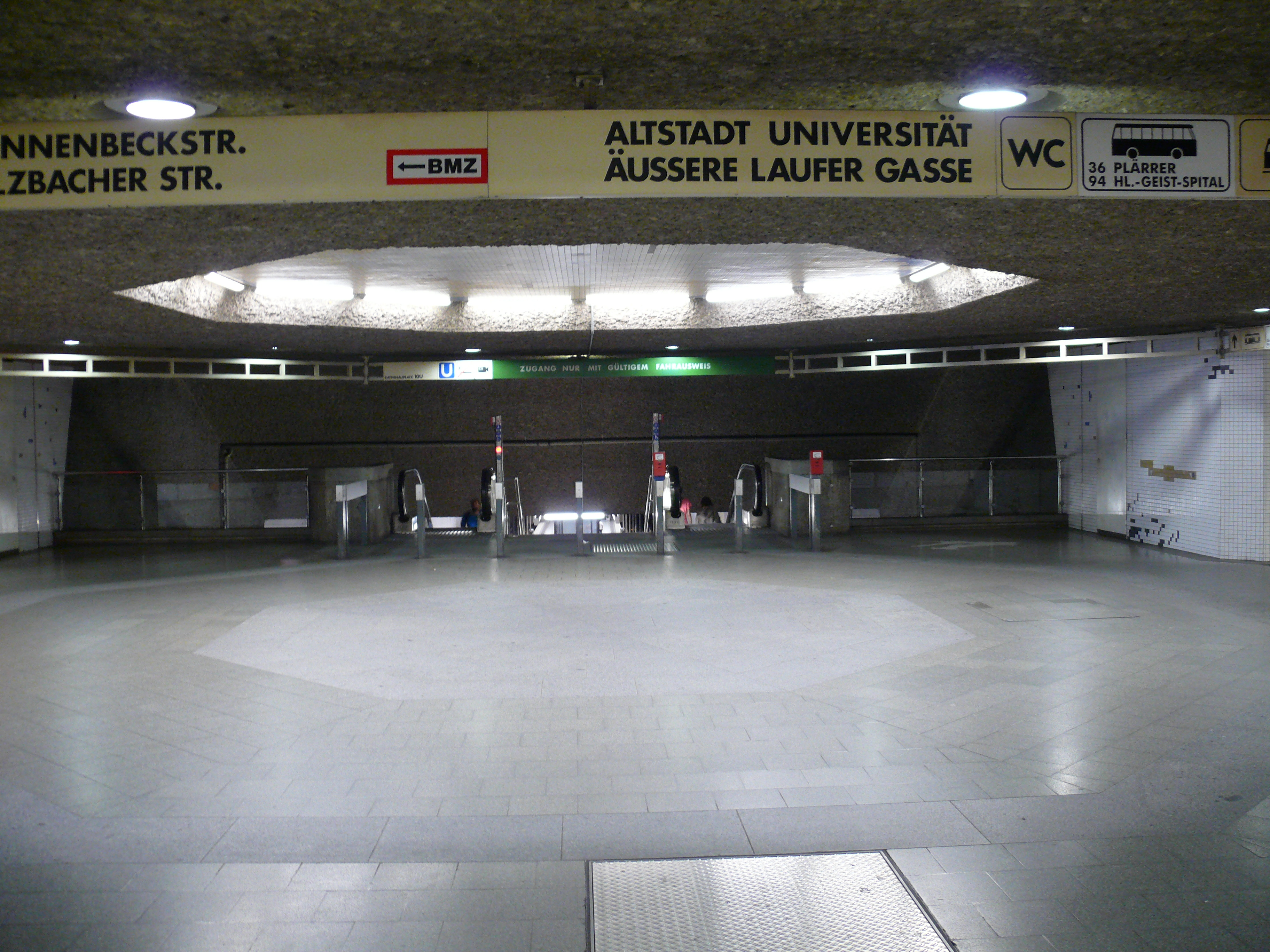
Verteilergeschoss
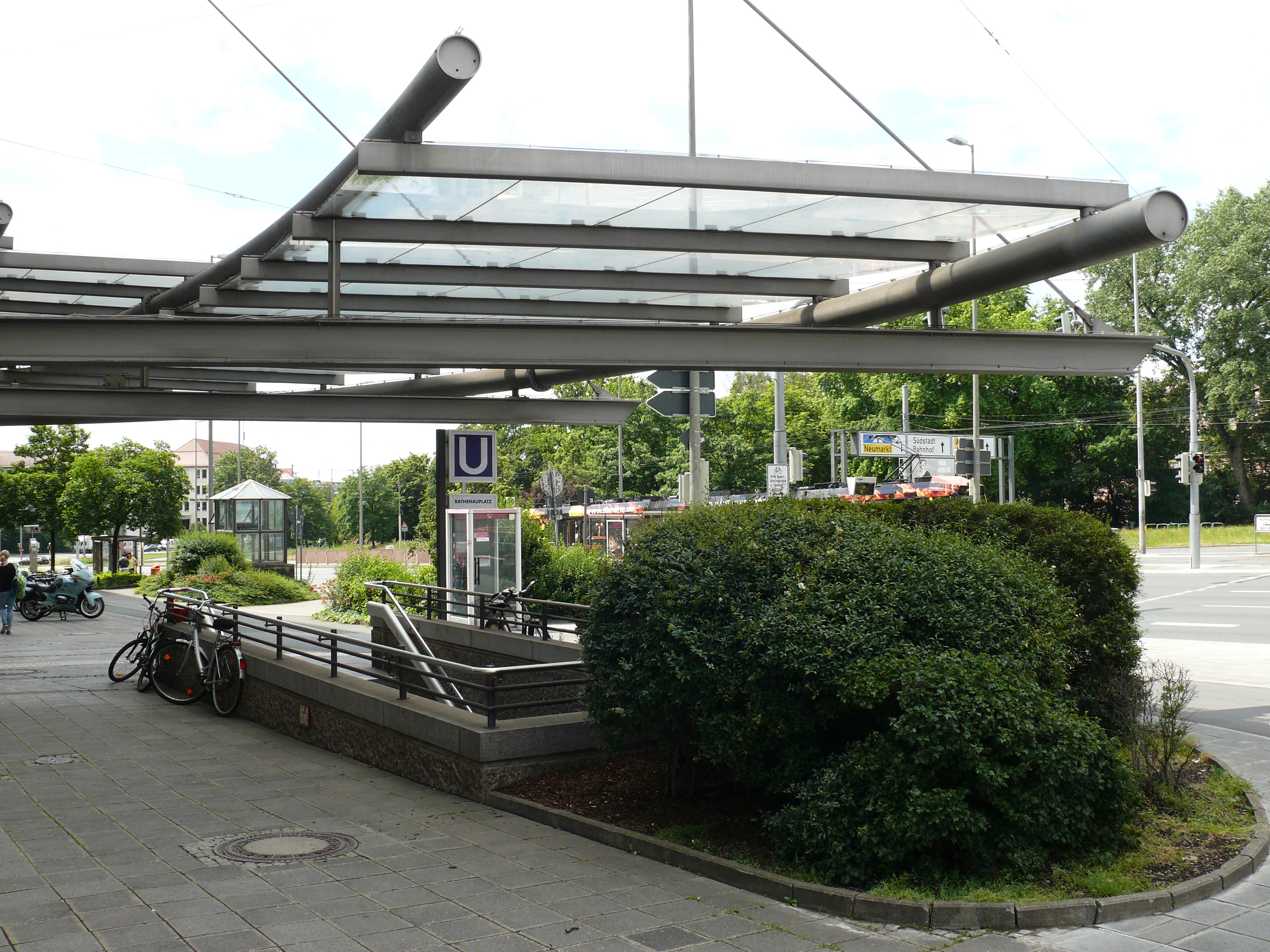
Zugang an der Oberfläche

## Linien
| Linie | Verlauf | Takt                                                   |
| ----- | --- | ------------------------------------------------------ |
| U2    | Röthenbach – Hohe Marter – Schweinau – St. Leonhard – Rothenburger Straße – Plärrer – Opernhaus – Hauptbahnhof – Wöhrder Wiese – Rathenauplatz – Rennweg – Schoppershof – Nordostbahnhof – Herrnhütte – Ziegelstein – Flughafen Stand: Fahrplanwechsel Dezember 2023         | 5 min 3–4 min (zur HVZ) 10 min (Ziegelstein–Flughafen) |
| U3    | Großreuth bei Schweinau – Gustav-Adolf-Straße – Sündersbühl – Rothenburger Straße – Plärrer – Opernhaus – Hauptbahnhof – Wöhrder Wiese – Rathenauplatz – Maxfeld – Kaulbachplatz – Friedrich-Ebert-Platz – Klinikum Nord – Nordwestring Stand: Fahrplanwechsel Dezember 2023 | 5 min 3–4 min (zur HVZ) 10 min (sonn-/feiertags)       |

Der Bahnhof wird von den Linien U2 und U3 bedient. An der Oberfläche befindet sich die Haltestelle Rathenauplatz der Straßenbahnlinie 8 (Doku-Zentrum – Erlenstegen) sowie die Bushaltestellen der VAG-Buslinie 36 (Plärrer – Doku-Zentrum) und 94 (Sportanlage FCN – Heilig-Geist-Spital). Am Wochenende und vor Feiertagen verkehren auch die Nachtbuslinien N1, N11, N12 und N13.